# جورج دبليو. ماثيوز
جورج دبليو. ماثيوز (بالإنجليزية: George W. Mathews)‏ هو جراح أمريكي، ولد في 1874 في ماساتشوستس في الولايات المتحدة، وتوفي في 1906.